# Kampioenschap van Vlaanderen 2010
Il Kampioenschap van Vlaanderen 2010, novantacinquesima edizione della corsa, valido come evento dell'UCI Europe Tour 2010 categoria 1.1, si svolse il 17 settembre 2010 su un percorso di 182,6 km. Fu vinto dall'australiano Leigh Howard, che terminò la gara in 4h09'00" alla media di 44 km/h.
Dei 172 ciclisti alla partenza furono 124 a portare a termine il percorso.

## Ordine d'arrivo (Top 10)
| Pos. | Corridore          | Squadra         | Tempo    |
| ---- | ------------------ | --------------- | -------- |
| 1    | Leigh Howard       | HTC-Columbia    | 4h09'00" |
| 2    | Aidis Kruopis      | Palmans Cras    | s.t.     |
| 3    | Tom Veelers        | Skil-Shimano    | s.t.     |
| 4    | Romain Feillu      | Vacansoleil     | s.t.     |
| 5    | Davy Commeyne      | Landbouwkrediet | s.t.     |
| 6    | Jetse Bol          | Rabobank        | s.t.     |
| 7    | Alexander Kristoff | BMC             | s.t.     |
| 8    | Gert Steegmans     | RadioShack      | s.t.     |
| 9    | Cole House         | BMC             | s.t.     |
| 10   | Timothy Dupont     | Jong Vlaan.     | s.t.     |